# Oxynthes
Oxynthes là một chi bướm ngày thuộc họ Bướm nâu.